# Guipavas

Guipavas este o comună în departamentul Finistère, Franța. În 1 ianuarie 2022 avea o populație de 15.401 de locuitori.